# Cabo América
Das Cabo América (in Chile Cabo Gallegos) ist ein Kap am nordöstlichen Ausläufer der Millerand-Insel in der Marguerite Bay vor der Fallières-Küste des Grahamlands auf der Antarktische Halbinsel. Sie liegt 6 km südsüdöstlich der Calmette Bay. Das Kap wird überragt vom Pico América.
Argentinische Wissenschaftler benannten es nach einem Kanonenboot in Diensten der ersten Regierung der Vereinigten Provinzen des Río de la Plata im Jahr 1810. Chilenische Wissenschaftler benannten es dagegen nach Ladislao Gallegos Trujillo, Besatzungsmitglied der Yelcho bei der 1916 durchgeführten Rettung der auf Elephant Island gestrandeten Teilnehmer der Endurance-Expedition (1914–1917) des britischen Polarforschers Ernest Shackleton.